# Acanthephyra acanthitelsonis
Acanthephyra acanthitelsonis är en kräftdjursart som beskrevs av Charles Spence Bate 1888. Acanthephyra acanthitelsonis ingår i släktet Acanthephyra och familjen Oplophoridae. Inga underarter finns listade i Catalogue of Life.